# Landgericht Amorbach

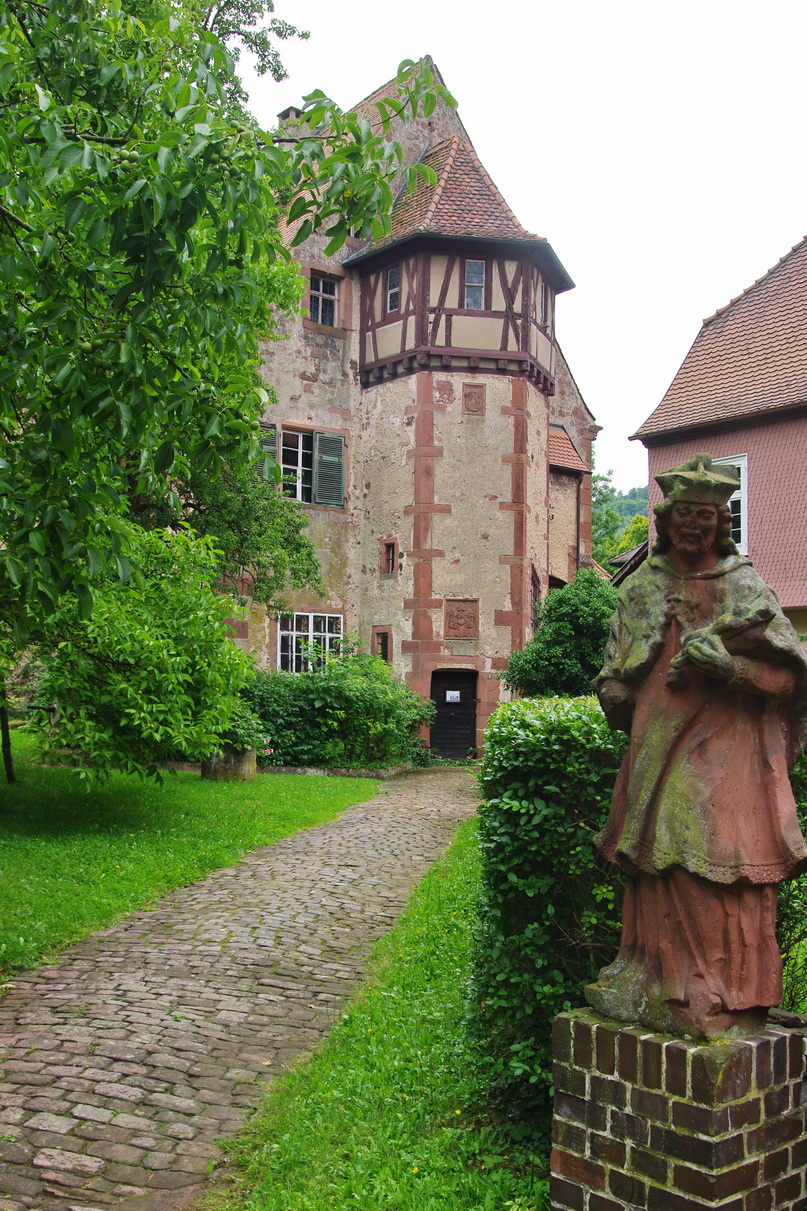
Ehemalige mainzische Amtskellerei; von 1848 bis 1879 Sitz des Landgerichts

Das Landgericht Amorbach war ein von 1852 bis 1879 bestehendes bayerisches Landgericht älterer Ordnung mit Sitz in Amorbach im heutigen Landkreis Miltenberg. Die Landgerichte waren im Königreich Bayern Gerichts- und Verwaltungsbehörden, die 1862 in administrativer Hinsicht von den Bezirksämtern und 1879 in juristischer Hinsicht von den Amtsgerichten abgelöst wurden.
Das Landgericht Amorbach ging aus dem Fürstl. Leiningen'schen Herrschaftsgericht hervor, das 1814 eingerichtet und wie alle anderen Adelsgerichte in Bayern während der Revolution 1848 abgeschafft wurde. Daraus wurde die Gerichts- und Polizeibehörde Amorbach gebildet; diese wurde in 1852 in das Landgericht II. Classe Amorbach umgewandelt. Zum Gebiet des Landgerichts Amorbach gehörten die Gemeinden Amorbach, Beuchen, Boxbrunn, Hambrunn, Kirchzell, Ohrenbach, Ottorfszell, Preunschen, Reichartshausen, Schneeberg, Watterbach, Weckbach und Weilbach.